# Старець Василь Грязнов
«Старець Василь Грязнов» — радянський німий чорно-білий кінофільм 1924 року режисера Чеслава Сабінського за сценарієм головного редактора журналу «Атеїст» Івана Шпіцберга, автора брошури «Святий Василь Грязнов. Захист підмосковних акул текстильної промисловості». Заснована на реальній історії антирелігійна картина про Василя Павлово-Посадського (Грязнова), чия канонізація була перервана 1917 роком, а судовим розглядом в 1920 році встановлено факти шахрайства з мощами. У 1999 році РПЦ канонізувала його в Святі.

## Сюжет
Перші роки Радянської влади. У народному суді слухається справа про шахрайство — купці і духовенство намагалися створити культ «святого угодника» Василя Грязнова, з'ясовуються справжні його діяння. Кандидат в Святі був місцевим бандитом, але дуже набожним. Накопичивши грошенят, одружившись із сестрою текстильного фабриканта Лабазіна, став його компаньйоном. Жорстко експлуатуючи робітників він, не відходячи від справ з управління фабрикою, ставши купцем першої гільдії, назвався «чудотворцем» і використовував релігію для придушення назріваючого протесту робітників, закликаючи їх терпіти. Після його смерті спадкоємиця його мільйонів, за сприяння купецтва і духовенства, вигадавши «чудеса» і муміфіковані «мощі», подала документи на канонізацію і відкриття монастиря з мощами «святого праведника». І тільки Жовтнева революція завадила цій затії.

## У ролях
- Петро Старковський —  Василь Грязнов
- Леонід Юренєв —  Яків Лабазін, купець
- Віра Малишевська —  черниця
- Олександр Громов —  селянин
- Є. Каверіна —  Акуліна, сестра Грязнова, дружина Лабазіна
- Марія Бабанова —  дочка розкольника
- Михайло Галін —  Олександр II, цар
- Макс Терешкович —  Філарет, митрополит
- Василь Зайчиков —  чернець-служка
- Антонін Панкришев — епізод
- Василь Ярославцев — епізод

## Знімальна група
- Режисер — Чеслав Сабінський
- Сценарист — Іван Шпіцберг
- Оператор — Едуард Тіссе
- Художник — Дмитро Колупаєв